# حاکم لینگ چین
حاکم لینگ از چین (به چینی: 秦靈公؛ مرگ ۴۱۵ پ. م)؛ فرمانروای ایالت چین در دودمان ژو از ۴۲۴ پ. م تا ۴۱۵ پ. م بود. ایالت چین در آینده همه کشور چین را یکپارچه ساخت و تبدیل به دودمان چین شد. نام اجدادی او یینگ (嬴) و حاکم لینگ نام پسامرگ او بود.
حاکم پیشین حاکم لینگ، پدربزرگش حاکم هوآی چین بود. در سال ۴۲۵ پ. م، سردار چین، چائو (鼌) و سایر وزیران به حاکم هوآی حمله کردند و او را محاصره کردند؛ در نتیجه حاکم هوآی خودکشی کرد. از آنجایی که پسر حاکم هوآی، ولیعهد ژائوزی (昭子) زودتر درگذشته بود، وزیران حاکم لینگ، پسر ژائوزی را بر تخت سلطنت نشاندند.
در ششمین سال سلطنت حاکم لینگ، ۴۱۹ پ. م، چین به شهر شائولیانگ (少梁، در هانچنگ، شاآنشی امروزی) در ایالت وی حمله کرد.
حاکم لینگ ۱۰ سال سلطنت کرد و در سال ۴۱۵ پ. م درگذشت. با این حال، تاج و تخت به عمویش حاکم جیان چین، پسر حاکم هوآی و برادر کوچکتر ژائوزی سپرده شد. شیشی، پسر خود حاکم لینگ، که بعدها به نام حاکم شیان شناخته شد، به ایالت وی تبعید شد. حاکم شیان در نهایت نزدیک به ۳۰ سال بعد، پس از کشته شدن چوزی دوم، نوه حاکم جیان، بر تخت سلطنت نشست.